# Wetzlar
Wetzlar este un oraș din landul Hessa, Germania. Are o populație de aproximativ 53.000 de locuitori. În timpul Sfântului Imperiu Roman a funcționat la Wetzlar așa numitul Reichskammergericht (Curtea Imperială de Justiție).

### Comune vecine
Granițele Wetzlar-ului sunt trasate strâns în jurul orașului, localitatea suferind din pricina migrației permanente a locuitorilor. Mai jos sunt prezentate comunele vecine, începând din vest, în direcția acelor de ceasornic:
- Herborn
- Solms
- Gießen
- Aßlar
- Weilburg
- Schöffengrund
- Hüttenberg

## Personalități născute aici
- Stefan Lorenz Sorgner (n. 1973), filozof.

## Orașe înfrățite
- Colchester, Regatul Unit
- Avignon, Franța
- Siena, Italia
- Berlin-Neukölln, Germania
- Pisek, Republica Cehă
- Ilmenau, Germania
- Schladming, Austria

1. ↑  Alle politisch selbständigen Gemeinden mit ausgewählten Merkmalen am 31.12.2018 (4. Quartal) (în germană), Statistisches Bundesamt[*], arhivat din original la 10 martie 2019, accesat în 10 martie 2019